# Seibal

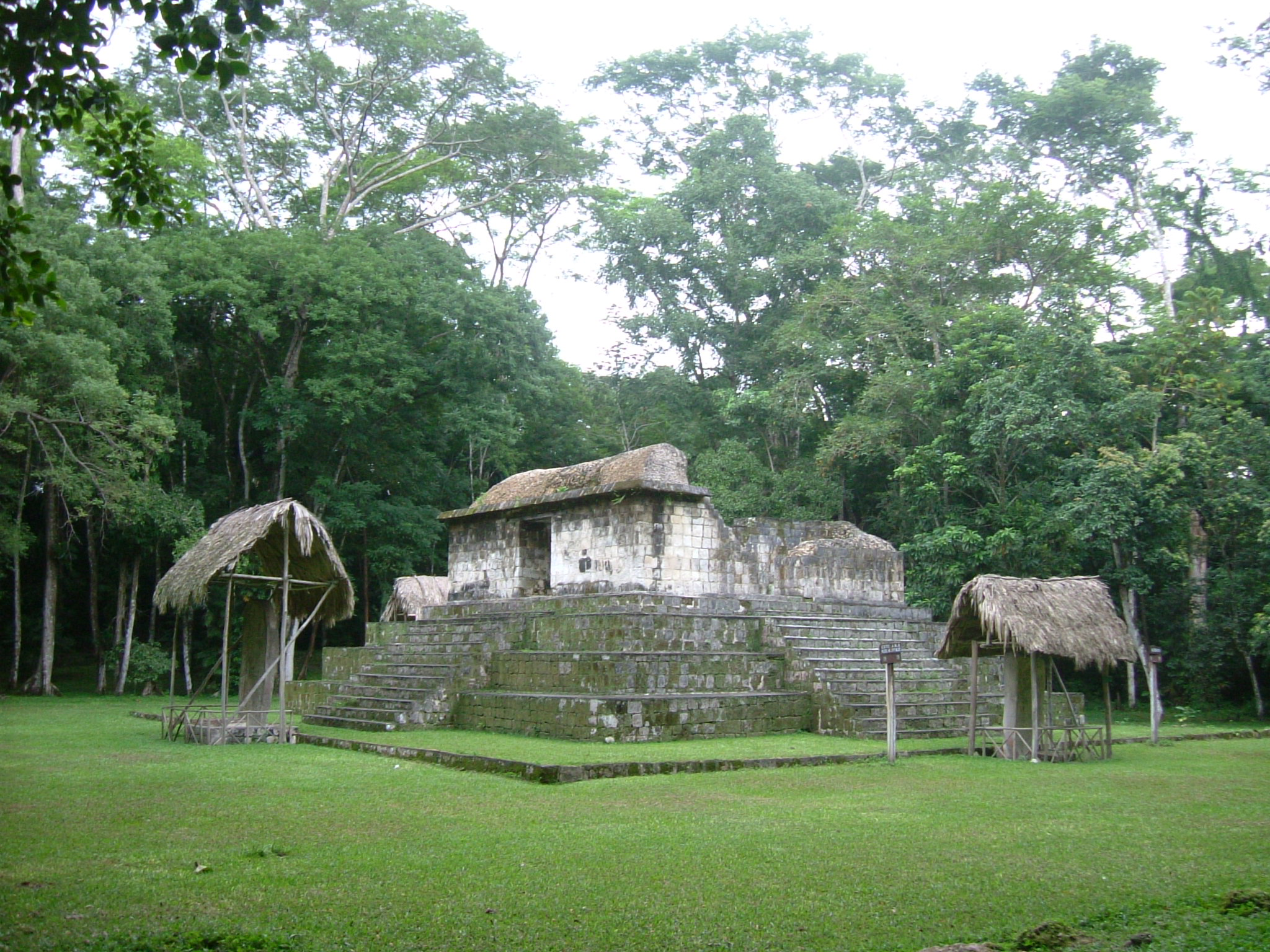
Stelen 10 und 11 und Tempelpyramide A-3

Seibal oder Ceibal ist eine Ruinenstadt der Maya im Gebiet des guatemaltekischen Tieflandes (Petén).

## Lage
Die archäologische Stätte von Seibal liegt etwa 16 km östlich von Sayaxché in einer Höhe von etwa 220 m ü. d. M. Von Flores/Santa Elena aus empfiehlt sich eine gut einstündige Busfahrt bis Sayaxché und von dort aus eine weiterführende knapp halbstündige Bootsfahrt über den Río La Pasión. Je nach Wetterlage ist der ca. 100 m hohe und ca. 350 m lange Aufstieg von zur Anlegestelle zur Ruinenstätte schlammig und mühselig.

## Geschichte
Die ersten Besiedlungsspuren Seibals reichen möglicherweise bis ins 9. Jahrhundert v. Chr. zurück; aus dieser Zeit wurden frühe Keramikfunde und eine Jadeaxt entdeckt, die auf merkantile und kulturelle Einflüsse der mexikanischen Golfküste (La Venta) verweisen. In der späten Frühklassik der Maya-Kultur (ca. 400 v. Chr. bis. 200 n. Chr.) erlebte der Ort eine erste Blütezeit. Aus der Zeit zwischen 200 und 650 gibt es keine archäologisch verwertbaren Spuren, auch wenn der Ort immer noch in geringem Maße besiedelt war. Erst ab ca. 650 n. Chr. entstand allmählich die neue Siedlung, die jedoch im Jahr 735 von Dos Pilas erobert wurde. Die heute sichtbaren Stelen und Tempelpyramiden entstammen allesamt der späteren Maya-Stadt, die ihre Blütezeit zwischen 830 und 930 erreichte; für diesen Zeitraum wird die Einwohnerzahl Seibals auf etwa 8.000 bis 10.000 geschätzt. Danach wurde Seibal – ebenso wie alle anderen Städte des Maya-Tieflandes – verlassen.
Gegen Ende des 19. Jahrhunderts wurde die Ruinenstätte von Holzfällern wiederentdeckt. Im Jahr 1892 schrieb Frederico Antes einen Bericht, woraufhin die guatemaltekische Regierung die Herstellung von Gipsabgüssen einiger Stelen in Auftrag gab, die auf der World’s Columbian Exposition in Chicago (1893) gezeigt wurden. Zwei Jahre später erhielt Teobert Maler vom Peabody Museum der Universität Harvard den Auftrag zur Erforschung der Stätte und im Jahre 1914 setzte Sylvanus Griswold Morley dessen Arbeiten fort, ohne jedoch wesentlich Neues zu entdecken. Durch eine erneute Ausgrabungskampagne des Peabody-Museums in den Jahren 1964 bis 1968 wurde die Anlage in den heutigen Zustand versetzt.
Takeshi Inomata fand mit dem Lidar-Verfahren nicht nur die älteste bekannte E-Gruppe, sondern auch künstliche ältere rechteckige Plateaustrukturen aus der Zeit um 950 v. Chr. Sie gehören damit zu den ältesten Maya-Monumentalbauten, älter sind nur die 2017 ebenfalls mit dem Lidar-Verfahren entdeckten ähnlichen Strukturen in Aguada Fénix. 

## Sehenswürdigkeiten
Das Zentrum der archäologischen Stätte mit den Komplexen A,C und D nimmt eine Fläche von etwa einem Quadratkilometer ein; der früh entdeckte Komplex B befindet sich etwa 3 km vom Zentrum entfernt. Im Komplex A befinden sich die meisten Stelen und die interessantesten Bauten.

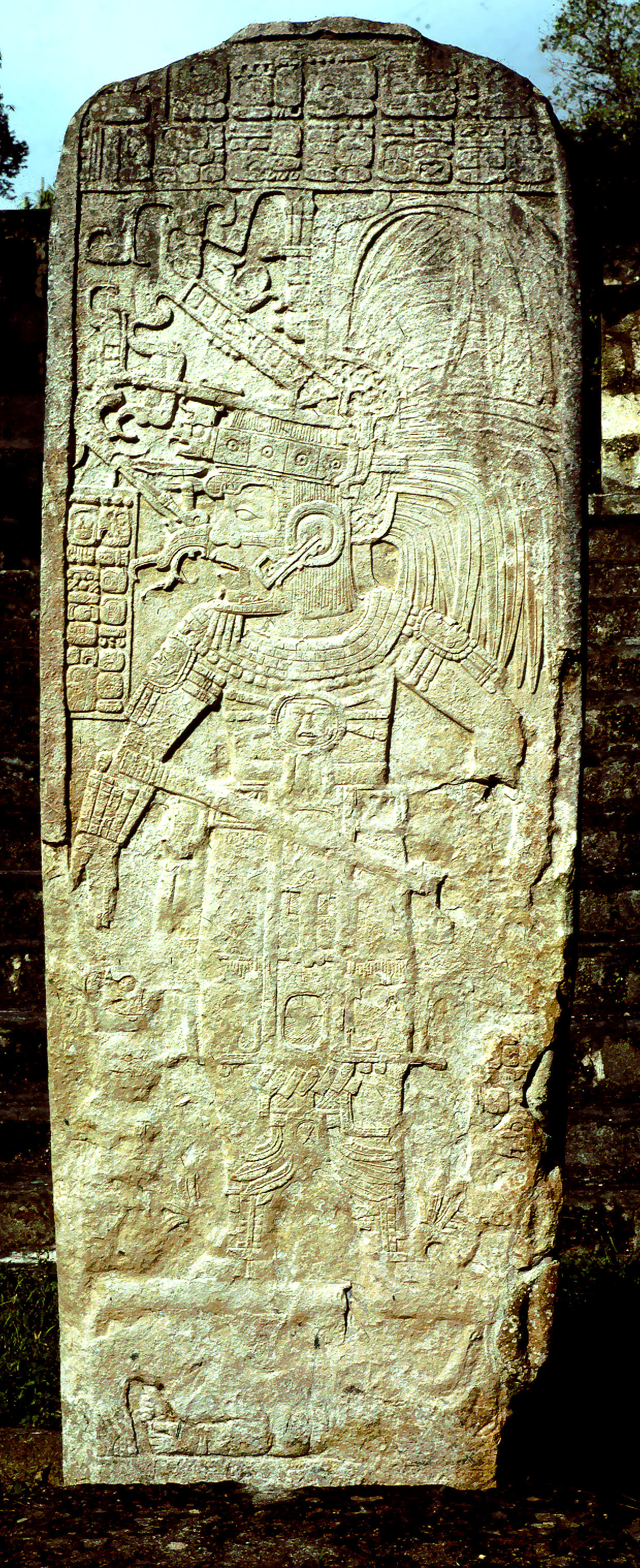
Stele 11

Struktur A-3Die Struktur A-3 ist eine 3-stufige – auf allen vier Seiten von Treppen mit vorgestellten Stelen – eingerahmte Pyramide mit einem großen aufstehenden Gebäude, in dessen Zentrum sich kein Opferaltar, sondern eine weitere Stele befindet. Unterhalb dieser Stele wurden bei den Ausgrabungsarbeiten des Peabody-Museums drei größere unbearbeitete Jadesteine entdeckt. Der gesamte Komplex aus Stelen und Tempelpyramide wird in das Jahr 849 – also in die späte Blütezeit Seibals – datiert und symbolisiert mit der Fünfzahl der Stelen (4 Himmelsrichtungen + Weltachse) möglicherweise den neugewonnenen Machtanspruch des Herrschers Wat'ul Chatel. An der Dachtraufe des Tempels befindet sich ein weit vorkragendes Gesims aus größeren Steinplatten – eine sehr ungewöhnliche Konstruktion im Maya-Bereich.
Stelen 8–12Alle fünf Stelen zeigen Herrscher mit unterschiedlichen Insignien ihrer Macht, worunter jeweils ein üppiger Kopf-, Hals- und Brustschmuck hervorzuheben ist. Stele 8 zeigt einen Fürsten mit Jaguarpranken und einem Hüftgürtel mit einer Kopftrophäe; die Inschrift lautet: „Das Katun-Ende 849 war das Zeitende des Wal Yik'al Kilek' Ak', des 20. Nachfahren von Seibal, und Hacawitz von Tollan (Tula?) war anwesend bei der Zeremonie im Haus auf dem Platz“. Eine Inschrift auf Stele 9 lautet in etwa: „Zum Datum 849 sah der Kan Ah ('stolzer Herr') seinen Bündelbeginn und die Erscheinung seiner Vorfahren im Maul einer Visionsschlange. Dies geschah nach der Thronbesteigung von Hu K'inil Ts'ibak, des 21. Nachfahren von Seibal, der auch den Titel 6-Tun-Tah trug.“ Auf Stele 11 hält ein Maya-Fürst einen Herrscherstab in der linken Hand; die rechte scheint Opfergaben auszustreuen. Zu beiden Seiten seiner Beine befinden sich kaum noch erkennbare kleinere Figuren; er steht auf einem unterworfenen Gefangenen. Die Stele 12 im Inneren des Gebäudes zeigt ebenfalls einen Herrscher mit einem Zepterstab; der Stelentext ist unleserlich. Die unterschiedliche Gestaltung der Figuren und die Inschriften scheinen darauf hinzudeuten, dass es sich bei den Figuren auf den Stelen um eine Art Ahnengalerie des Herrschers Wat'ul Chatel (oder Aj B'olon Haab'tal) handelt.

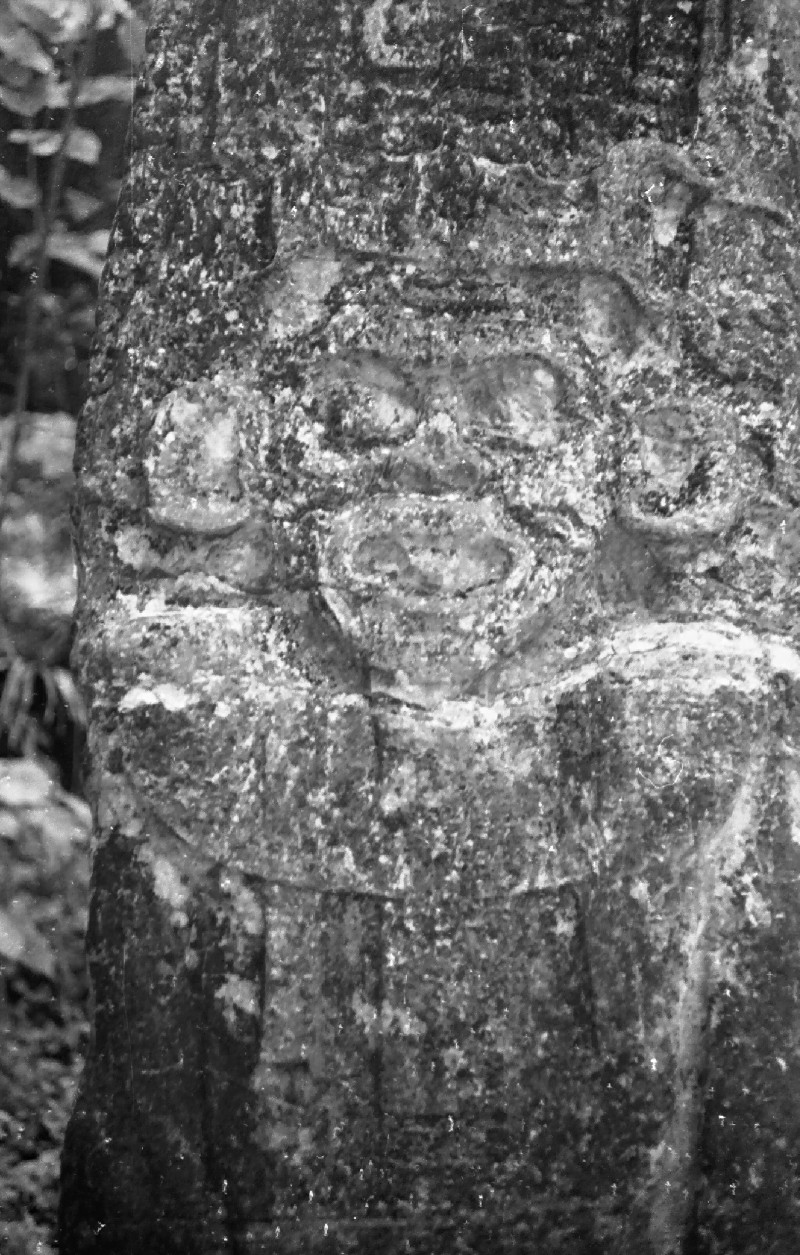
Stele 2

Stele 19Die von einem steinernen Rahmen eingefasste Stele 19 zeigt eine Figur mit einem 'Entenschnabel'-Gesicht. Das nichtmenschliche Gesicht, ein fehlender Zepterstab in den Händen und die Tatsache, dass seine Füße auf Glyphen stehen, weisen üblicherweise auf einen Gott hin – hier handelt es sich vielleicht um Q'uq'umatz in seiner Form als Windgott Ehecatl. Mit seiner rechten Hand streut er allerdings Maiskörner aus, was für den Windgott unüblich wäre – vielleicht handelt es sich bei der Figur um einen Priesterkönig mit einer 'Entenschnabel'-Maske, der ein Opfer- bzw. ein Aussaatritual vollzieht.
Stele 2Die schlanke 3,17 m hohe und ungewöhnlich 'primitiv' anmutende Stele 2 ist bei einem Transportversuch in sechs Teilstücke zerbrochen, die notdürftig wieder zusammengeflickt wurden. Die Stele enthält keine Glyphen und zeigt – ungewöhnlicherweise – eine Figur mit enganliegenden Armen in Frontalansicht: Aus dem geöffneten Mund scheint eine spitze Zunge leicht herauszuragen; die Augen sind beinahe knopfartig gestaltet und die Ohren sind eher quadratisch als naturgetreu wiedergegeben. Insgesamt scheint die Stele einem gänzlich anderen Kulturkreis (toltekisch?) anzugehören; sie wird ebenfalls ins späte 9. Jahrhundert datiert.

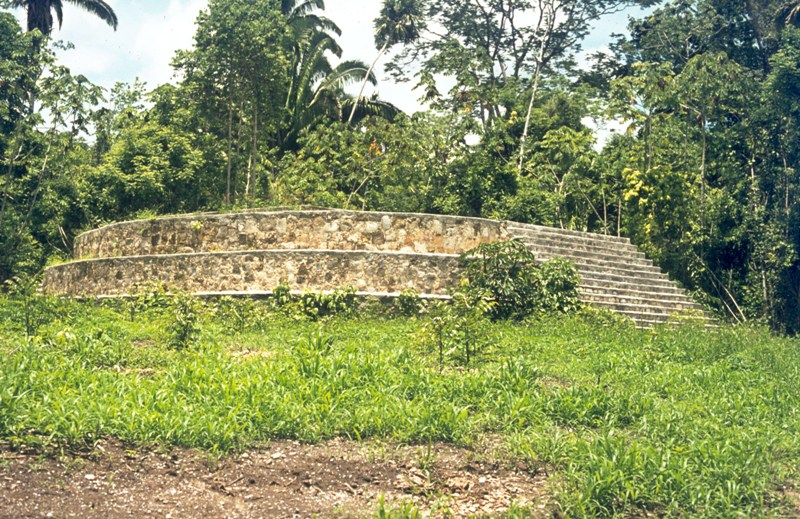
Rundpyramide C-79

Rundpyramide C-79Das interessanteste Gebäude im etwas abgelegenen Komplex C ist eine dreistufige flache Rundpyramide, die über einer älteren Struktur errichtet wurde. Zwei Treppen (eine kurze auf der Ostseite, eine längere im Westen) führen zur Plattform hinauf, auf der sich ehemals ein rechteckiger Tempel erhob. Unmittelbar neben der Pyramide steht ein zoomorpher Altar mit einem Jaguarkopf – Tempelpyramide und Altar werden um das Jahr 870 datiert.